# Mure (Raška)
Pour les articles homonymes, voir Mure et Mur (homonymie).
Mure (en serbe cyrillique : Муре) est un village de Serbie situé dans la municipalité de Raška, district de Raška. Au recensement de 2011, il comptait 117 habitants.

## Démographie
| 1948 | 1953 | 1961 | 1971 | 1981 | 1991 | 2002 | 2011 |
| ---- | ---- | ---- | ---- | ---- | ---- | ---- | ---- |
| 189  | 187  | 200  | 203  | 189  | 173  | 148  | 117  |

|  |